# Erik Iljans
Erik Iljans, né le 17 novembre 1969 à Nora, est un skieur acrobatique suédois spécialisé dans les épreuves de skicross.
Il a terminé deux fois sur un podium d'épreuve de Coupe du monde, en 2007 et en 2009.
Sa femme Magdalena est aussi une skieuse acrobatique.

## Palmarès

### Jeux olympiques
| Épreuve / Édition | Vancouver 2010 |
| Skicross          | 16e            |

### Championnats du monde
| Épreuve / Édition | Ruka 2005 | Madonna di Campiglio 2007 | Inawashiro 2009 |
| Skicross          | 19e       | 16e                       | 33e             |

### Coupe du monde
- Meilleur classement général : 37e en 2007.
- Meilleur classement en skicross : 5e en 2007.
- 2 podiums en skicross.